# Gorka muka Gospodina našega Isusa Krista
Gorka muka Gospodina našega Isusa Krista (njem. Das bittere Leiden unsers Herrn Jesu Christi) knjiga je iz 1833. godine, koju je objavio njemački književnik Clemens Brentano, na temelju onoga što mu je govorila njemačka rimokatolička redovnica, blažena Ana Katarina Emerih. Mel Gibson snimio je film "Pasija" o Isusovoj muci, nadahnut ovom knjigom.
Ana Katarina Emerih (1774. – 1824.) bila je siromašna djevojka, koja je postala redovnica. Doživljavala je od djetinjstva mistične vizije. Bila je pod istragom liječnika, koji su potvrdili da su njezini iskazi i stigme koje je imala uvjerljivi. Posjećivali su je mnogi ljudi, a među njima bio je i slavni njemački pjesnik Clemens Brentano (1778. – 1842.), koji se obratio na katoličku vjeru. Na njegovo veliko iznenađenje, Ana Katarina ga je prepoznala i rekla mu da će baš on objaviti njezine vizije muke Gospodina Isusa Krista. 
Brentano je ostao njezin veliki podupiratelj pa je od 1819. do njezine smrti, 1824., zapisivao njene vizije. Napisao je 40 odlomaka s detaljnim prizorima i dijelovima iz Novoga zavjeta i života Blažene Djevice Marije. Ova knjiga je jedna od knjiga, koje je objavio Brentano prema vizijama, koje mu je Ana Katarina govorila vestfalskim dijalektom, a Brentano je pisao književnim jezikom. Ona je zatim njegove zapise ispravljala i odobravala. U viđenjima, Ana Katarina proživljava čitavu Gospodinovu Muku, počevši od Posljednje večere. Navodi najsitnije pojedinosti koje su kasnije prošle znanstvenu provjeru. Viđenja Isusove muke su vrlo zorna, vjerodostojna, detaljna, ali i izrazito bolna. Papa Ivan Pavao II. proglasio je Anu Katarinu Emerih blaženom 3. listopada 2004. godine.
Knjiga je objavljena u više izdanja i prevedena na više jezika, uključujući i hrvatski jezik.